# Italochrysa lata
Italochrysa lata är en insektsart som först beskrevs av Banks 1910.  Italochrysa lata ingår i släktet Italochrysa och familjen guldögonsländor. Inga underarter finns listade i Catalogue of Life.